# Michael Kempf

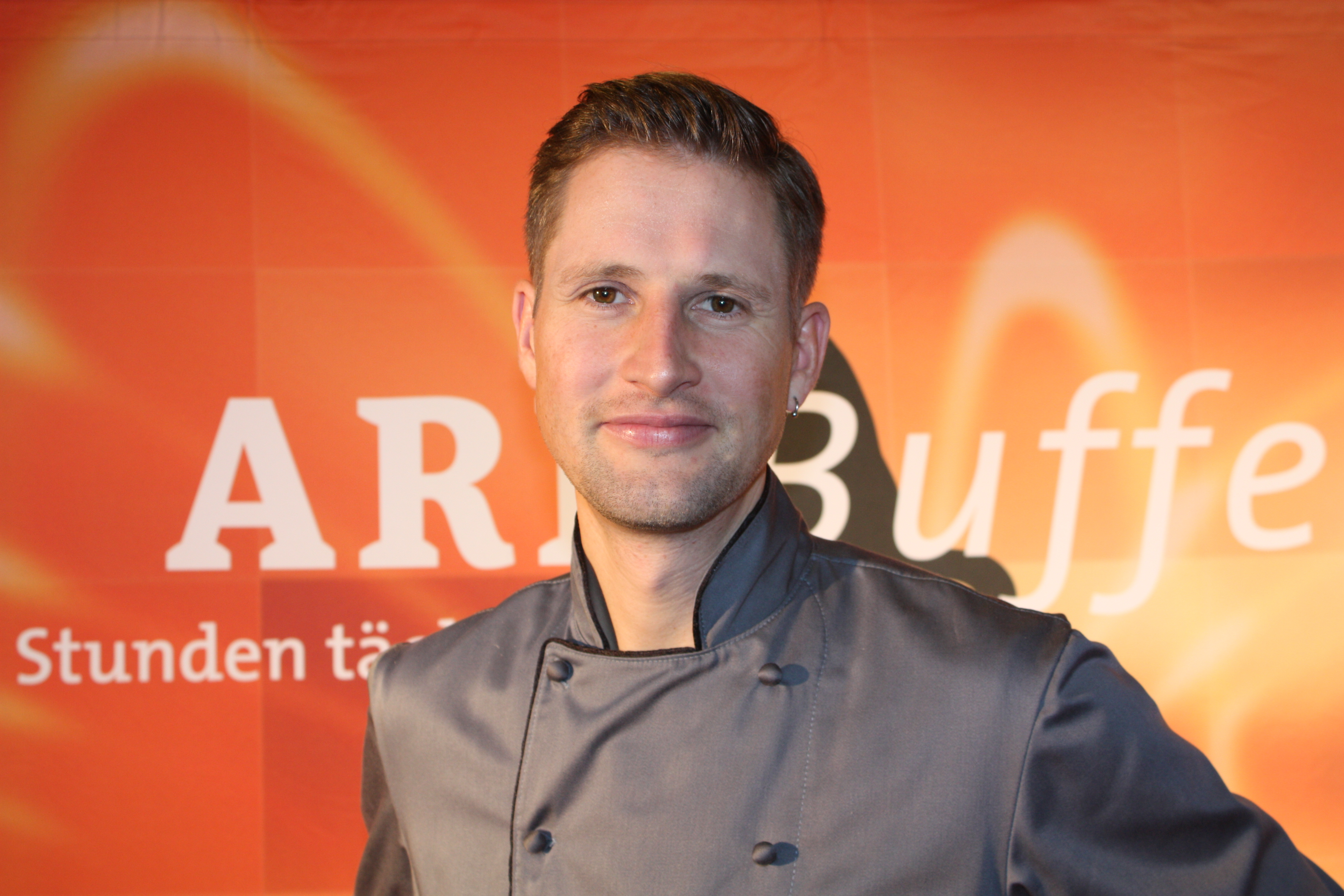
Michael Kempf beim ARD-Buffet auf der IFA 2012

Michael Kempf (* 21. Februar 1977 in Sigmaringen) ist ein deutscher Koch.

## Werdegang
Nach der Ausbildung in Saulgau ging Kempf 1996 für drei Jahre zum Schlosshotel Friedrichsruhe bei Lothar Eiermann (zwei Michelinsterne). 1999 wechselte er zur Fischerzunft bei André Jaeger in Schaffhausen und 2001 in das Drei-Sterne-Restaurant Dieter Müller bei Dieter Müller in Bergisch Gladbach. 
2003 wurde er Küchenchef im Berliner Restaurant Facil im The Mandala Hotel, das in seinem ersten Jahr einen Michelinstern erhielt. 2013 folgte der zweite Michelinstern.
Seit 2015 ist er Küchendirektor im The Mandala Hotel, in dem sich das Facil befindet; Nachfolger als Küchenchef wurde sein langjähriger Souschef Joachim Gerner.
Seit Januar 2011 verstärkt Michael Kempf das Kochteam der ARD-Sendung ARD-Buffet.

## Auszeichnungen
- 2003 Erster Michelin-Stern für das Facil
- 2008 Aufsteiger des Jahres vom Gault-Millau
- 2010 Berliner Meisterkoch
- 2013 Zweiter Michelin-Stern für das Facil
- 2014 Koch des Jahres von Der Feinschmecker